# ふたりうた
『ふたりうた』は、2009年1月14日発売の茉奈 佳奈のファーストアルバム。

## 概要
三倉茉奈・三倉佳奈がヒロインを務めたNHK連続テレビ小説『だんだん』の劇中で使用された曲を中心に、2007年末から2008年1月にかけて「茉奈 佳奈に歌ってほしい！あなたのリクエスト」として一般募集した結果の上位曲を収録したカバーアルバムである。

## 収録曲
| No. | 曲名                                       | 作詞       | 作曲             | 編曲                              | 詳細 |
| --- | ------------------------------------------ | ---------- | ---------------- | --------------------------------- | --- |
| 1   | 赤いスイートピー                           | 松本隆     | 呉田軽穂         | 華原大輔                          | 松田聖子のシングル（1982年1月）のカバー 『だんだん』第88話のSweet Junoバージョンと同じアレンジ。 第6話と同じアレンジは、NHK連続テレビ小説「だんだん」オリジナル・サウンドトラックに収録。 |
| 2   | 恋のフーガ                                 | なかにし礼 | すぎやまこういち | 宮川泰（原編曲） 増田武史（編曲） | ザ・ピーナッツのシングル（1967年8月）のカバー。 『だんだん』第95話のSweet Junoバージョンと同じアレンジ。                                                                                  |
| 3   | 渚のシンドバッド                           | 阿久悠     | 都倉俊一         | NAOKI-T                           | ピンク・レディーのシングル（1977年6月）のカバー。 『だんだん』第90話のSweet Junoバージョンと同じアレンジ。                                                                                |
| 4   | 守ってあげたい                             | 松任谷由実 | 松任谷由実       | 市川淳                            | 松任谷由実（ユーミン）のシングル（1981年6月）のカバー。 |
| 5   | 白い色は恋人の色                           | 北山修     | 加藤和彦         | 伊藤成哉                          | ベッツィ&クリスのシングル（1969年10月）のカバー。 『だんだん』第89話のSweet Junoバージョンと同じアレンジ。                                                                                |
| 6   | 上を向いて歩こう                           | 永六輔     | 中村八大         | 新屋豊                            | 坂本九のシングル（1961年10月）のカバー。 第40話と同じアレンジは、NHK連続テレビ小説「だんだん」オリジナル・サウンドトラックに収録。                                                        |
| 7   | あの素晴しい愛をもう一度                   | 北山修     | 加藤和彦         | 新屋豊                            | 加藤和彦と北山修のシングル（1971年4月）のカバー。 第84話と同じアレンジは、NHK連続テレビ小説「だんだん」オリジナル・サウンドトラックに収録。                                               |
| 8   | 恋のバカンス                               | 岩谷時子   | 宮川泰           | 市川淳                            | ザ・ピーナッツのシングル（1963年4月）のカバー。 第82話と同じアレンジは、NHK連続テレビ小説「だんだん」オリジナル・サウンドトラックに収録。                                                 |
| 9   | 待つわ                                     | 岡村孝子   | 岡村孝子         | 新屋豊                            | あみんのシングル（1982年7月）のカバー。 |
| 10  | けんかをやめて                             | 竹内まりや | 竹内まりや       | 新屋豊                            | 河合奈保子のシングル（1982年9月）のカバー。 |
| 11  | M                                          | 富田京子   | 奥居香           | 華原大輔                          | PRINCESS PRINCESSのシングル（1989年4月）のカバー。 |
| 12  | やさしい悪魔                               | 喜多條忠   | 吉田拓郎         | 華原大輔                          | キャンディーズ のシングル（1977年3月）のカバー。 |
| 13  | secret base〜君がくれたもの〜              | 町田紀彦   | 町田紀彦         | REO                               | ZONEのシングル（2001年8月）のカバー。 |
| 14  | シジミジルのテーマ （茉奈 佳奈バージョン） | 森脇京子   | 原田アツシ       | 川口圭太                          | NHK連続テレビ小説『だんだん』の劇中バンド「シジミジル」のオリジナル曲の茉奈 佳奈バージョン。 劇中曲と同じアレンジは、NHK連続テレビ小説「だんだん」オリジナル・サウンドトラックに収録。    |